# Eriba-Adad I
Eriba-Adad I (fl. XIV secolo a.C.) è stato un re di Assiria, figlio di Assur-bel-nisheshu e fratello di Assur-rim-nisheshu.
Egli era probabilmente un vassallo di Mitanni, tuttavia questo regno fu coinvolto in una lotta dinastica tra Tushratta e suo fratello Artatama II ed in seguito con suo figlio Shuttarna II che, autoproclamatosi re degli Hurriti, cercò il sostegno nella sua fazione tra i soggetti Assiri. La fazione Pro-Hurrita/Asiria comparve alla corte reale di Mitanni ed il loro sostegno sarà poi sfruttato dal figlio nonché successore di Enlil-nirari cioè Ashur-uballit I.